# Yukarıkese, Kızılcahamam
Yukarıkese là một xã thuộc huyện Kızılcahamam, tỉnh Ankara, Thổ Nhĩ Kỳ. Dân số thời điểm năm 2011 là 165 người.